# Мая Живець-Шкуль
Мая Живець-Шкуль (нім. Maja Živec-Škulj; нар. 25 вересня 1973) — колишня німецька тенісистка.
Найвищу одиночну позицію світового рейтингу — 73 місце досягла 4 січня 1993, парну — 96 місце — 25 квітня 1994 року.

## Фінали ITF

### Одиночний розряд: 9 (4–5)
| турніри $100,000 |
| турніри $75,000  |
| турніри $50,000  |
| турніри $25,000  |
| турніри $10,000  |

| Результат | Ранг | Дата           | Турнір                        | Покриття   | Суперниця            | Рахунок       |
| Поразка   | 1.   | 22 серпня 1988 | Ребек, Бельгія                | Ґрунт      | Катерін Моте-Жобкель | 6–2, 1–6, 0–6 |
| Перемога  | 2.   | 21 серпня 1989 | Ноймюнстер, Західна Німеччина | Ґрунт      | Маркета Кохта        | 2–6, 6–4, 6–3 |
| Перемога  | 3.   | 8 липня 1991   | Ерланген, Німеччина           | Ґрунт      | Дениса Крайчовичова  | 7–5, 1–6, 6–1 |
| Поразка   | 4.   | 15 липня 1991  | Дармштадт, Німеччина          | Ґрунт      | Мартіна Павлік       | 6–1, 3–6, 6–7 |
| Поразка   | 5.   | 4 травня 1992  | Порту, Португалія             | Ґрунт      | Анна Фелденьї        | 2–6, 3–6      |
| Перемога  | 6.   | 17 серпня 1992 | Сполето, Італія               | Ґрунт      | Сандра Вассерман     | 6–0, 7–6(6)   |
| Поразка   | 7.   | 29 серпня 1994 | Марибор, Словенія             | Тверде (i) | Барбара Паулюс       | 6–4, 4–6, 0–6 |
| Перемога  | 8.   | 14 жовтня 1996 | Самара, Росія                 | Ґрунт      | Олена Воропаєва      | 3–6, 6–3, 6–2 |
| Поразка   | 9.   | 4 Сер 1997     | Карфаген, Туніс               | Ґрунт      | Сандра Клезель       | 6–3, 5–7, 0–6 |

### Парний розряд: 5 (2–3)
| турніри $100,000 |
| турніри $75,000  |
| турніри $50,000  |
| турніри $25,000  |
| турніри $10,000  |

| Результат | Ранг | Дата           | Турнір              | Покриття  | Партнерка            | Суперниці                       | Рахунок            |
| Перемога  | 1.   | 8 липня 1991   | Ерланген, Німеччина | Ґрунт     | Вікторія Мильвидська | Луїс Стейсі Енджи Каннінгем     | 6–4, 6–4           |
| Поразка   | 2.   | 17 серпня 1992 | Сполето, Італія     | Ґрунт     | Сандра Допфер        | Флора Перфетті Глорія Піццікіні | 6–1, 2–6, 1–6      |
| Поразка   | 3.   | 3 липня 1995   | Сецце, Італія       | Ґрунт     | Ленка Немечкова      | Лаура Гарроне Глорія Піццікіні  | 6–7, 2–6           |
| Перемога  | 4.   | 1 жовтня 1995  | Бухарест, Румунія   | Ґрунт     | Ангела Керек         | Дора Джилянова Павліна Нола     | 6–2, 6–7(5–7), 6–3 |
| Поразка   | 5.   | 20 жовтня 1996 | Самара, Росія       | Килим (i) | Анікве Снейдерс      | Наталія Єгорова Ольга Іванова   | 6–4, 2–6, 3–6      |